# Regering-Kauffman
De Regering-Kauffman was van 19 juni 1917 tot 28 september 1918 aan de macht in het Groothertogdom Luxemburg.

## Samenstelling
| Persoon | Persoon                             | Ambt                                                                                  | Partij |
| ------- | ----------------------------------- | ------------------------------------------------------------------------------------- | ------ |
|         | H.K.H. Maria Adelheid van Luxemburg | groothertogin                                                                         |        |
|         | Léon Mourtrier                      | directeur-generaal van Justitie en Onderwijs                                          | LL     |
|         | Antoine Lefort                      | directeur-generaal van Openbare Werken                                                | PD     |
|         | Joseph Faber                        | directeur-generaal van Landbouw en Handel, directeur-generaal van Industrie en Arbeid |        |
|         | Maurice Kohn                        | directeur-generaal van Binnenlandse Zaken                                             |        |